# Wiktoriwka (obwód charkowski)
Wiktoriwka (ukr. Вікторівка, do 2016 Czerwona Nywa, ukr. Червона Нива) – osiedle na Ukrainie, w obwodzie charkowskim, w rejonie bogoduchowskim, w hromadzie Bogoduchów. W 2001 liczyło 435 mieszkańców, spośród których 373 wskazało jako ojczysty język ukraiński, 54 rosyjski, 5 mołdawski, a 3 białoruski.